# Małgorzata Mańka-Szulik
Małgorzata Maria Mańka-Szulik (ur. 11 sierpnia 1955 w Zabrzu) – polska nauczycielka i działaczka samorządowa, doktor nauk społecznych, w latach 2006–2024 prezydent Zabrza.

## Życiorys
Z wykształcenia matematyk. Absolwentka Uniwersytetu Śląskiego w Katowicach. Na Politechnice Śląskiej ukończyła studia podyplomowe z zakresu zarządzania oraz informatyki. Stopień doktora nauk społecznych uzyskała na Uniwersytecie Pedagogicznym w Krakowie w 2019 na podstawie pracy pt. Komunikacja społeczna samorządu terytorialnego miast tworzących Górnośląski Związek Metropolitalny.
Zainicjowała utworzenie pierwszej w Polsce samorządowej szkoły artystycznej – Liceum Sztuk Plastycznych w Zabrzu. Pełniła funkcję dyrektora tej placówki. Autorka prac z zakresu zarządzania komunikacją zewnętrzną i wewnętrzną w jednostkach samorządu terytorialnego oraz rozwiązań informatycznych w procesie komunikacji społecznej tych jednostek. W 2013 powołana w skład Konwentu Uniwersytetu Ekonomicznego w Katowicach.
Zaangażowała się w działalność lokalnego stowarzyszenia Skuteczni dla Zabrza, które współtworzyła. Z jego ramienia w wyborach samorządowych w 2002 kandydowała na urząd prezydenta Zabrza, zajmując 3. miejsce. W 2003 została pełnomocnikiem okręgowym nowo powstałej partii Inicjatywa dla Polski (partia rozwiązała się w styczniu 2006). W drugiej turze wyborów w 2006 z ramienia SdZ została wybrana na urząd prezydenta Zabrza. Cztery lata później uzyskała reelekcję w pierwszej turze (startując z własnego komitetu przy poparciu SdZ), otrzymując poparcie na poziomie 75%. W 2014 została wybrana na trzecią z rzędu kadencję (otrzymała 63% poparcia w I turze, ponownie startując z własnego komitetu).
W 2015 została wybrana na stanowisko przewodniczącej zarządu Górnośląskiego Związku Metropolitalnego. Uczestniczyła w pracach nad utworzeniem Górnośląsko-Zagłębiowskiej Metropolii. Ubiegała się o reelekcję także w wyborach samorządowych 2018, gdzie w drugiej turze głosowania zdobyła 52% głosów i zapewniła sobie wybór na kolejną kadencję. W wyborach samorządowych w 2024 w drugiej turze otrzymała 42% głosów, przegrywając z Agnieszką Rupniewską. Nie uzyskała w tych wyborach również mandatu radnej.
Również w 2024 z ramienia Prawa i Sprawiedliwości startowała w wyborach do Parlamentu Europejskiego z okręgu nr 11, nie uzyskując mandatu.

## Życie prywatne
Córka Andrzeja i Heleny. Zamężna z Janem, ma czworo dzieci: Justynę, Tomasza, Marcina i Marka.

## Odznaczenia i wyróżnienia
Odznaczona Krzyżem Kawalerskim Orderu Odrodzenia Polski (2017), Złotym Krzyżem Zasługi (2011), Srebrnym Krzyżem Zasługi (2005) oraz Medalem Stulecia Odzyskania Niepodległości (2023). W 2015 została uhonorowana francuskim Narodowym Orderem Zasługi V klasy.
Wyróżniona Srebrnym Medalem za Zasługi dla Policji (2011), Brązową Odznaką „Zasłużony dla Ochrony Przeciwpożarowej” (2009), Krzyżem „Pro Ecclesia et Pontifice” (2025) oraz Śląską Nagrodą im. Juliusza Ligonia (2017). W 2018 otrzymała tytuł „Honorowej Ślązaczki Roku 2018”, a w 2019 została laureatką Nagrody im. Wojciecha Korfantego.

## Kontrowersje
W 2024 roku, po odejściu Mańki-Szulik ze stanowiska prezydenta Zabrza, Urząd Miasta kierowany przez nowo wybraną prezydent Agnieszkę Rupniewską poinformował, iż podczas jej rządów w mieście zadłużenie miasta zwiększyło się o ok. 818 795 000 złotych. Rupniewska zarzucała jej niegospodarność i marnowanie publicznych pieniędzy. Mańka-Szulik odpierała oskarżenia i tłumaczyła długi koniecznością współfinansowania inwestycji infrastrukturalnych i budowlanych, informując zarazem, iż miasto nie znajdowało się w czołówce najbardziej zadłużonych miast w Polsce. Ponadto Gazeta Wyborcza podała, iż Urząd Miasta w latach 2020–2024 wydał około 3,5 miliona złotych na umowy z firmami w celu promocji miasta w mediach społecznościowych i przygotowaniu artykułów dla lokalnych mediów, co skutkowało złożeniem zawiadomienia do prokuratury na byłą prezydent przez urząd. 